# Trigonura insularis
Trigonura insularis är en stekelart som först beskrevs av Cresson 1865.  Trigonura insularis ingår i släktet Trigonura och familjen bredlårsteklar. Inga underarter finns listade i Catalogue of Life.